# Kremlor
Kremlor (Russula) är ett släkte svampar som är representerat med minst 130 arter i Norden. Många kremlor är goda matsvampar.
Ingen av kremlorna är starkt giftig, men några kan orsaka retningar i mag-tarm-kanalen och leda till illamående, kräkningar och diarré ett par timmar efter förtäring.
Släktets vetenskapliga namn Russula härleds från latinets russus, röd. Det svenska namnet kremla är av ovisst ursprung, enligt SAOB.

## Lista över kremlor
Denna lista innehåller ett urval av arter som förekommer i Europa.
- Alkremla
- Azurkremla, eller druvblå kremla.
- Beskkremla
- Bittermandelkremla
- Blekfotad läderkremla
- Bleknande björkkremla
- Blodkremla
- Blågrön kremla
- Bokkremla
- Boksillkremla
- Brokkremla
- Brunkremla
- Brunviolett kremla
- Citronkremla
- Doftkamkremla
- Duvkremla
- Dynkremla
- Eksillkremla
- Etterkremla, eller skarp grönkremla.
- Fagerkremla
- Fjällkremla
- Fläckkremla
- Gaffelkremla
- Gallkremla
- Giftkremla
- Glanskremla
- Gråsvart kremla
- Grön brokkremla
- Grön äggkremla
- Grönkremla
- Guldkremla
- Gulfläckig kamkremla
- Gulkremla, eller mild gulkremla.
- Gulnande blodkremla
- Gul mandelkremla
- Gulröd kremla, eller Velenovskys kremla.
- Gyllenkremla
- Honungskremla
- Jodoformkremla
- Kamkremla
- Kanelkremla
- Kantkremla
- Klibbkremla
- Korallkremla
- Krusbärskremla
- Lackkremla
- Lilakremla
- Mandelkremla
- Mild kamkremla
- Mjölfotskremla
- Mångfärgad kremla
- Mörkeggsstinkkremla
- Nässelkremla, eller brännkremla.
- Olivsillkremla
- Pelargonkremla
- Pepparkremla
- Praktkremla
- Pucklig kremla
- Purpurbrokig kremla
- Purpurkremla
- Rensillkremla
- Rosenfotskremla
- Rosenkremla
- Rutkremla
- Röd ekkremla
- Rödfotad läderkremla
- Röd violfotskremla
- Sandkremla
- Senapskremla, eller skarp gulkremla.
- Sienakremla
- Sillkremla
- Skarp sienakremla
- Skarp svedkremla
- Skörkremla
- Solkremla
- Sotkremla
- Sprickkremla
- Spädkremla
- Stinkkremla
- Stor kamkremla
- Storkremla
- Strimkremla
- Sumpbjörkkremla
- Svartkremla
- Svartröd kremla
- Svedkremla
- Taigakremla
- Tallkremla
- Tegelkremla
- Terpentinkremla
- Trattkremla
- Tårkremla
- Tätskivig kremla
- Tätskivig trattkremla, eller grönskivig trattkremla.
- Vinkremla
- Violfotskremla
- Violkremla
- Åderkremla
- Äggkremla